# Tarumã (Curitiba)
Tarumã é um bairro da cidade de Curitiba.

## História
O bairro ganhou esse nome devido à grande quantidade de árvores da espécie Vitex montevidensis, popularmente conhecidas como "tarumã" existentes na área. Em 1950, a região do Tarumã caracterizava-se ainda pela existência de extensos campos e banhados. A partir da instalação, no seu território, do Jockey Club do Paraná, o bairro começou a se desenvolver. Essa instalação foi também fator decisivo para o aumento da população do bairro, que se instalou de ambos os lados da BR-116, próximo às indústrias e empresas de prestação de serviços.
Neste bairro, entre dezembro de 1953 e março de 1954, no local onde encontra-se atualmente instalados o Colégio Militar de Curitiba, o Ginásio do Tarumã e a Sociedade Hípica Paranaense, ocorreu a Exposição Mundial do Café, um dos eventos que comemorou o 1° Centenário de Emancipação Política do Paraná.